# Trophonopsis dalli
Trophonopsis dalli är en snäckart som först beskrevs av Wilhelm Kobelt 1878.  Trophonopsis dalli ingår i släktet Trophonopsis och familjen purpursnäckor. Inga underarter finns listade i Catalogue of Life.